# X: The Life and Times of Malcolm X
X: The Life and Times of Malcolm X ist eine Oper in drei Akten von Anthony Davis (Musik) mit einem Libretto von Thulani Davis nach einem Szenarium von Christopher Davis über die Lebensgeschichte des US-amerikanischen Bürgerrechtlers Malcolm X. Die erste vollständige Aufführung war am 9. Oktober 1985 beim American Music Theater Festival im Walnut Street Theatre in Philadelphia. Formal gilt die Premiere an der New York City Opera am 28. September 1986 als Uraufführung.

## Handlung

### Erster Akt (1931–1945)
Szene 1. Lansing, Michigan. 1931. Die lokale Gruppe der von Marcus Garvey begründeten Universal Negro Improvement Association hält im Haus des Reverends Earl Little ein Treffen ab. Ein Garvey-Priester schwört die Anwesenden auf ihre Sache ein („Africa for Africans“). Earls Frau Louise ist besorgt, weil ihr Mann noch nicht eingetroffen ist und eine Gruppe von Rassisten der White Supremacy die Gegend terrorisiert (Arie: „I remember…“). Als ein Polizist berichtet, dass der Reverend von einem Auto angefahren und getötet wurde, ist allen klar, wer wirklich dahintersteckt („Reverend Little is dead“). Louisa bricht zusammen und ist nicht mehr ansprechbar. Die Nachbarn überlegen, was nun aus ihren Kindern werden soll. Ein Sozialarbeiter erklärt die Kinder zu Staatsmündeln („What is going on here?“). Sie werden fortgebracht. Der Sohn Malcolm versucht vergeblich, seine Mutter anzusprechen („Momma, help me“). Seine ältere Halbschwester Ella nimmt ihn bei sich auf.
Szene 2. Boston. Um 1941. Malcolm lebt bei Ella im Stadtteil Roxbury. Er gilt als „Landjunge“ und hat einen ernsthaften und stillen Charakter. Elle erklärt ihm die Gemeinschaft der Schwarzen der Gegend („Come with me, child“). Die Mittelschicht lebt in „The Hill“, während die Bewohner der anderen Gebiete auf der Straße nach Arbeit suchen. Der charismatische Street wird zu einer Art Mentor für Malcolm. In einem Billard-Raum vergleicht er das Leben mit einem Spiel („Shoot your shot!“). In einer Tanzhalle lehrt er ihm die Bedeutung seiner Kleidung und Haltung („Just stand real still“). Malcolm tanzt erst mit Sweetheart, dann mit Blonde. Nach einem Einbruch werden Malcolm, Street und Blonde festgenommen (Polizisten: „I see some nigras“).
Szene 3. Gefängnis. 1946. Malcolm befindet sich in einem Verhörraum. Er trägt Handschellen und ist wütend über das Verhalten der Gesellschaft seinen Leuten gegenüber (Arie: „You want the story, but you don’t want to know“).

### Zweiter Akt (1945–1963)
Szene 1. Gefängnis. 1946–1948. Malcolm befindet sich in einem Gefängnis in Massachusetts. Schwarze Gefangene klagen über ihr Schicksal („In the devil’s grip“). Bei einem Besuch erzählt Malcolms Bruder Reginald von dem schwarzen Bürgerrechtler Elijah Muhammad, dem Leiter der Nation of Islam oder „Schwarzen Moslems“. Reginald hält diesen für einen neuen Propheten. Trotz seiner anfänglichen Zweifel beschäftigt Malcolm die dahinterstehende Idee. Er studiert den Koran und die Geschichte der Schwarzen. 1952. Elijah besucht Malcolm. Er behandelt ihn wie einen Sohn, gibt ihm seinen neuen Namen „X“ und führt ihn in die Rituale der Nation of Islam (NOI) ein („You are not empty“). Malcolm will an seinem Kampf für Freiheit, Gerechtigkeit und Gleichheit teilnehmen und die Worte Allahs verbreiten.
Szene 2. 125th Street, Harlem. 1954—63. Malcolm unterstützt die NOI bei der Gründung von Tempeln in Boston, Philadelphia, Springfield, Hartford, Atlanta und New York. In diese Jahre fallen der Protest von Rosa Parks und die ersten Erfolge von Martin Luther King. Eine Predigerin ruft dazu auf, wieder zur ursprünglichen afrikanischen Lebensweise zurückzukehren („We are an African people“). Nachdem ein Garvey-Sprecher sie unterbrochen hat, ergreift Malcolm das Wort und nimmt die Menge mit seiner Rede für sich ein („When I was little“).
Szene 3. 125th Street, Harlem. Malcolm zieht immer größere Aufmerksamkeit auf sich. Er empfindet Glück dabei, die Menge anzuleiten, sie zu überraschen oder auch zu schockieren. Bei jedem seiner Auftritte befinden sich mehr Muslime in der Menge. Einige von ihnen berichten Elijah von den Fortschritten.
Szene 4. Moschee. Elijah, Reginald, Malcolm und seine Frau Betty propagieren öffentlich eine neue Nation („We are a nation“). Malcolm kümmert sich um die NOI-Zeitung Muhammad Speaks und gibt Interviews im Fernsehen. Als ein Reporter ihn 1963 über seine Meinung zum Attentat auf Präsident John F. Kennedy fragt, meint er unsensibel, dass das Klima des Hasses in Amerika sich nun gegen das Land selbst richte („The chickens come home to roost“). Elijah wendet sich empört von ihm ab. Er möchte nicht, dass seine Leute über den Tod des Präsidenten sprechen und die Nation gegen sich aufbringen.
Szene 5. Elmhurst, Queens, New York City. Betty und Malcolm sorgen sich über die Zukunft ihrer Kinder.

### Dritter Akt (1963–1965)
Szene 1. Velvet Drive, Phoenix. 1963. Es kommt zum Streit zwischen Malcolm und Elijah und ihren jeweiligen Anhängern („Betrayal is on his lips“). Dennoch akzeptiert Malcolm Elijah Führung, als er ihm für drei Monate weitere Auftritte verbietet.
Zwischenspiel. Der Bruch zwischen den beiden Parteien festigt sich. Malcolm fühlt sich von Elijah verraten. Betty überredet ihn zu einer Pilgerfahrt nach Mekka (Arie: „When a man is lost“).
Szene 2. Mekka. Malcolm und seine Familie machen die Pilgerfahrt in der traditionellen Pilgerkleidung (Pilger: „Bismillah hirrahman-irrahim“). Als Konvertit ist Malcolm mit den Regeln nur wenig vertraut. Er besitzt keinen Gebetsteppich und hat Schwierigkeiten, die rituellen Bewegungen der anderen Pilger nachzuahmen. Von nun an nennt er sich „El Hajj Malik el-Shabazz“.
Szene 3. New York City. 1964–1965. Kurz vor Malcolms Rückkehr aus dem Nahen Osten und Afrika kommt es zu Unruhen in Harlem. Reporter fragen Malcolm nach seiner Ansicht dazu („The name is Shabazz“). Es gibt Morddrohungen gegen ihn. Malcolm hat keine Angst, da er seine Anhänger hinter sich weiß. Er möchte das Anliegen der schwarzen Amerikaner den Vereinten Nationen vortragen.
Szene 4. Audubon Ballroom/Hotel, New York City. Malcolm hat die Organization of Afro-American Unity (OAAU) gegründet. Er erzählt seinen Anhängern von seinen Erfahrungen in Afrika („I have learned so much in Africa“). Sie seien Teil einer weltweiten Bewegung von Freiheitskämpfern. Elijah wendet sich erneut gegen ihn. Er glaubt, dass Männer wie Malcolm zu weit gehen und ihre Ziele gefährden. In diesem Moment ist eine Explosion zu hören. Niemand weiß, wer dafür verantwortlich ist. Es war offenbar eine Warnung. Malcolm will sich davon nicht aufhalten lassen.
Szene 5. Audubon Ballroom, New York City. 21. Februar 1965. Malcolm begrüßt die Teilnehmer eines weiteren Treffens der OAAU, bevor er niedergeschossen wird.

## Gestaltung

### Orchester
Die Orchesterbesetzung der Oper umfasst die folgenden Instrumente:
- Holzbläser: zwei Flöten (2. auch Piccolo und Altflöte), Oboe, zwei Klarinetten, Fagott
- Blechbläser: zwei Hörner, Trompete, Posaune, Bassposaune
- Pauken, Schlagwerk (zwei Spieler)
- Streicher

Außerdem kommt ein Improvisationsensemble zum Einsatz:
- Holzbläser I: Altsaxophon, Sopransaxophon, Flöte
- Holzbläser II: Tenorsaxophon, Bassklarinette, Sopransaxophon
- Holzbläser III: Klarinette, Kontraaltklarinette bzw. Baritonsaxophon
- Trompete
- Posaune
- Schlagzeug
- Klavier
- Kontrabass (E-Bass)

### Musik
Die Musik ist von klassischen, populären und nicht-westlichen Quellen beeinflusst. Zu den musikalischen Vorbildern zählen verschiedene Stile historischer afroamerikanischer Musik wie Swing, Scat, Modaler Jazz und Rap. An einigen Stellen kommen improvisatorische Elemente vor. Dennoch folgt das Werk weitgehend den traditionellen Opernregeln. Der Gesangsstil ist stark textbetont bis deklamatorisch. Die Klangsprache wurde als Mischung aus zeitgenössischer Atonalität, repetitivem Chanting und Anklängen an den modernen Jazz beschrieben. Der Komponist Anthony Davis sagte, dass er von der Gral-Zeremonie in Wagners Parsifal inspiriert wurde – seiner Meinung nach der „ersten minimalistischen Oper“. Die gesamte Oper hindurch erklingen murmelnde Streicher-Arpeggios, die an das Parsifal-Vorspiel erinnern.
Das Grundkonzept der Oper ist Davis zufolge von Friedrich Nietzsches Buch Die Geburt der Tragödie aus dem Geiste der Musik und Søren Kierkegaards Entweder – Oder angelehnt. Das von Nietzsche beschriebene Begriffspaar apollinisch-dionysisch habe ihn auf die Idee „einer amerikanischen Oper [gebracht], die gleichermaßen auf der afrikanischen Diaspora und auf dem Europäischen beruhte, wo die Direktheit des improvisierten und subversiven Geistes des Blues auf die Form und Struktur einer post-tonalen harmonischen Sprache von Berg und Strawinsky trifft.“ („When Nietzsche described the binary of the Apollonian and Dionysian in Greek tragedy, I imagined an American opera that drew equally from the African diaspora and the European, where the immediacy of the improvised and subversive spirit of the blues meet the form and structure of a post-tonal harmonic language of Berg and Stravinsky.“)

## Werkgeschichte
Die Oper entstand als eine Art Familienprojekt. Anthony Davis komponierte die Musik. Sein Bruder Christopher Davis entwickelte das Szenarium über die Lebensgeschichte des US-amerikanischen Bürgerrechtlers Malcolm X. Das Libretto verfasste ihre Cousine Thulani Davis. Die drei Akte repräsentieren jeweils einen Namenswechsel der Titelfigur Malcolm Little: „Detroid Red“ im ersten, „Malcolm X“ im zweiten und „El Hajj Malik el-Shabazz“ im dritten Akt. Die Oper stellt nicht nur seine politische, sondern auch seine geistige Transformation dar. Im ersten Akt steht Malcolm unter dem Einfluss der erfundenen Figur Street. Im zweiten Akt arbeitet er für Elijah Muhammad. Im dritten Akt entwickelt er seine eigene Weltsicht.
Erste Teilaufführungen gab es 1983 in der Merkin Hall und in Broome Street in New York. 1984 und 1985 folgten Workshops mit kleineren Ensembles in Philadelphia und an der Brooklyn Academy of Music. 1985 gab es eine konzertante Aufführung der ersten beiden Akte mit dem Springfield Massachusetts Symphony.
Die erste vollständige Aufführung mit Orchester war am 9. Oktober 1985 im Rahmen des American Music Theater Festival im Walnut Street Theater in Philadelphia. Sie wurde als „Voraufführung“ bzw. „letztes Stadium der Entwicklung dieses Werks vor der Welturaufführung“ bezeichnet. Die Titelrolle sang Avery Brooks, der kurzfristig anstelle des erkrankten Michael Smartt einsprang und daher einige Stellen von der Partitur ablesen musste. Thomas Young sang die Rollen des Street und des Elijah. Weitere Rollen sangen Priscilla Baskerville, Deborah Ford, Savion Glover, Kevin Maynor und Ellen McLain. Die musikalische Leitung hatte Peter Aaronson. Regie führte Rhoda Levine.
Die formale Uraufführung gab die New York City Opera am 28. September 1986 im Schomburg Center for Research in Black Culture unter der musikalischen Leitung von Christopher Keene. Auch hier führte Rhoda Levine Regie. Die Bühne stammte von John Conklin, das Hintergrundbild von Romare Bearden. Die Kostüme entwarf Frances Nelson. Für das Lichtdesign war Curt Ostermann zuständig. Die Besetzung bestand ausschließlich aus schwarzen Darstellern. Die Titelrolle übernahm Ben Holt. Thomas Young sang erneut die Rollen des Street und des Elijah, Priscilla Baskerville diejenigen von Malcolms Mutter Louise, Queen Mother und Betty. Außerdem sangen Marietta Simpson (Ella und Muslimin), Mark S. Doss (Reginald) und Armond Pressley (junger Malcolm).
Eine konzertante Fassung mit dem Titel Xcerpts wurde 1987 in der Aaron Davis Hall in New York, an der Michigan State University in East Lansing, beim San Francisco Arts Festival, im New England Conservatory of Music in Boston und an der University of Texas at Austin sowie 1990/1991 Wilmington (Delaware), am Swarthmore College und an der Pennsylvania State University aufgeführt.
Weitere Produktionen waren:
- 1997: Chicago – konzertante Aufführung; Chicago Symphony Orchestra, Dirigent: Michael Morgan; vor einem Publikum aus 2500 Schülern.[8]
- 2006: Oakland Opera Theater, Oakland Metro – Dirigentin: Deirdre McClure, Inszenierung: Michael Mohammed; mit Joseph Wright (Malcolm), Duana Demus (Louise), Jason Jackson (Reginald), Tim Miller (Street), Darron Flagg (Elijah) und Lori Willis (Ella).[9]
- 12. Mai 2010: New York City Opera, Opera Noire, Schomburg Center.[10]
- 16. Oktober 2012: New York, Opera America’s National Opera Center – Opera America Salon Series; mit Anthony Davis, Jorrell Williams und Cindy Aronson-Davis.[10]
- 14.–22. Mai 2022: Detroit Opera House, Michigan Opera Theatre – Koproduktion mit der Lyric Opera of Chicago, der Opera Omaha und der Seattle Opera; Dirigent: Kazem Abdullah, Regie: Robert O’Hara, Bühne: Clint Ramos, Kostüme: Dede Ayite, Projektionen: Yee Eun Nam; mit Davóne Tines (Malcolm).[10][11]
- 17. Juni 2022: Dorchester (MA), Strand Theater – Boston Modern Orchestra Project; Dirigent: Gil Rose.[10]
- 4.–6. November 2022: Opera Omaha – Übernahme der Produktion des Detroit Opera House; mit Norman Garrett, Victor Robinson, Whitney Morrison, Ronnita Miller und Joshua Conyers.[10]
- 3.–4. März 2023: Detroit, Orchestra Hall – Aufführung von Malcolms Gefängnisarie „You Want the Truth“; mit dem Detroit Symphony Orchestra.[10]
- 3. November bis 2. Dezember 2023: Metropolitan Opera New York – Vergrößerte Übernahme der Produktion des Detroit Opera House; Dirigent: Kazem Abdullah; mit Will Liverman (Malcolm), Leah Hawkins (Louise/Betty), Raehann Bryce-Davis (Ella), Michael Sumuel (Reginald) und Victor Ryan Robertson (Elijah und Street).[10][12][11] Für diese Produktion ergänzte Davis eine neue Szene mit Malcolm und seiner Frau Betty.[7]
- 24. Februar bis 9. März 2024: Seattle Opera, McCaw Hall – Übernahme der Produktion des Detroit Opera House; mit Kenneth Kellogg (Malcolm) und Joshua Stewart (Street/Elijah).[10][13]

## Aufnahmen
- Aufnahmedatum und Besetzung unbekannt.
 Live-Mitschnitt, mutmaßlich von einer frühen Aufführung der Oper; Audiostream im Internet Archive.[14]
- April 1989 – William Henry Curry (Dirigent), Orchestra of St. Luke’s.
 Eugene Perry (Malcolm), Thomas J. Young (Elijah und Street), Priscilla Baskerville (Louise und Betty), Hilda Harris (Ella), Herbert Perry (Reginald), Cynthia Aaronson (Sozialarbeiterin und Reporterin), John Daniecki (Polizist, Reporter und Pilger), Raymond Bazemore (Garvey-Priester), Timothy D. Price (junger Malcolm).
 Studioaufnahme aus dem BMG/RCA Studio A in New York City.
 Gramavision R2-79470.[15]
- 18.–20. Juni 2022 – Gil Rose (Dirigent), Boston Modern Orchestra Project, Odyssey Opera Chorus.
 Davóne Tines (Malcolm), Victor Robertson (Elijah und Street), Whitney Morrison (Louise und Betty), Ronnita Miller (Ella), Joshua Conyers (Reginald), Amber Garrett (Sozialarbeiterin und Queen Mother), Miguel Ángel Vásquez (Garvey-Priester), Jonathan Harris (junger Malcolm).
 Aufnahme aus dem Strand Theatre in Boston.
 BMOP/sound 1088.[16]
- 18. November 2023 – Kazem Abdullah (Dirigent), Robert O’Hara (Regie), Clint Ramos (Bühne), Dede Ayite (Kostüme), Yee Eun Nam (Projektionen), Orchester und Chor der Metropolitan Opera New York.
 Will Liverman (Malcolm), Victor Ryan Robertson (Elijah und Street), Leah Hawkins (Louise und Betty), Raehann Bryce-Davis (Ella und Queen Mother), Michael Sumuel (Reginald), Bryce Christian Thompson (junger Malcolm), Edwin Jhamaal Davis (Garvey-Priester) u. a.
 Video; live aus der Metropolitan Opera.
 Videostream der Metropolitan Opera.[17]